# Ashes Tour 1948
Die Ashes Tour 1948 war die Tour der australischen Cricket-Nationalmannschaft, die die 36. Austragung der Ashes beinhaltete, und wurde zwischen dem 10. Juni und 18. August 1948 ausgetragen. Die internationale Cricket-Tour war Teil der internationalen Cricket-Saison 1948 und umfasste fünf Test-Matches. Australien gewann die Serie 4–0.

## Vorgeschichte
Für beide Mannschaften war es die erste Tour der Saison.
Das letzte Aufeinandertreffen der beiden Mannschaften bei einer Tour fand in der Saison 1946/47 in Australien statt.

## Stadien
Die folgenden Stadien wurden für die Tour als Austragungsort vorgesehen.
| Stadion                     | Stadt      | Kapazität | Spiele  |
| --------------------------- | ---------- | --------- | ------- |
| Headingley Stadium          | Leeds      | 17.000    | 4. Test |
| The Oval                    | London     | 23.500    | 5. Test |
| Lord’s Cricket Ground       | London     | 30.000    | 2. Test |
| Old Trafford Cricket Ground | Manchester | 19.000    | 3. Test |
| Trent Bridge                | Nottingham | 15.350    | 1. Test |

## Kaderlisten
Die Mannschaften benannten die folgenden Kader.
| Test | Test |
| England | Australien |
| --- | --- |
| - Norman Yardley (K) - Charlie Barnett - Alec Bedser - Denis Compton - Alec Coxon - Ken Cranston - Jack Crapp - John Dewes - Tom Dollery - Bill Edrich - George Emmett - Godfrey Evans (wk) - Joe Hardstaff - Eric Hollies - Leonard Hutton - Jim Laker - Dick Pollard - Cyril Washbrook - Allan Watkins - Doug Wright - Jack Young | - Donald Bradman (K) - Sid Barnes - Bill Brown - Neil Harvey - Lindsay Hassett - Ian Johnson - Bill Johnston - Ray Lindwall - Sam Loxton - Keith Miller - Arthur Morris - Doug Ring - Ron Saggers (wk) - Don Tallon (wk) - Ernie Toshack |

## Tour Matches
Australien spielte während der Tour 27 Tour Matches.

## Tests

### Erster Test in Nottingham
| 10. – 15. Juni Scorecard | Nottingham | England 165 (79) & 441 (183)     | – | Australien 509 (216.2) & 98-2 (28.3) |
|                          |            | Australien gewinnt mit 8 Wickets |   |                                      |

England gewann den Münzwurf und entschied sich als Schlagmannschaft zu beginnen.

### Zweiter Test in London
| 24. – 29. Juni Scorecard | London (Lord’s) | Australien 350 (129.3) & 460-7d (130.2) | – | England 215 (102.4) & 186 (78.1) |
|                          |                 | Australien gewinnt mit 409 Runs         |   |                                  |

Australien gewann den Münzwurf und entschied sich als Schlagmannschaft zu beginnen.

### Dritter Test in Manchester
| 8. – 13. Juni Scorecard | Manchester | England 363 (171.5) & 174-3d (69) | – | Australien 221 (93) & 92-1 (61) |
|                         |            | Remis                             |   |                                 |

England gewann den Münzwurf und entschied sich als Schlagmannschaft zu beginnen.

### Vierter Test in Leeds
| 22. – 27. Juli Scorecard | Leeds | England 496 (192.1) & 365-8d (107) | – | Australien 458 (136.2) & 404-3 (114.1) |
|                          |       | Australien gewinnt mit 7 Wickets   |   |                                        |

England gewann den Münzwurf und entschied sich als Schlagmannschaft zu beginnen.

### Fünfter Test in London
| 14. – 18. August Scorecard | London (Oval) | England 52 (42.1) & 188 (105.3)                   | – | Australien 389 (158.2) |
|                            |               | Australien gewinnt mit einem Innings und 149 Runs |   |                        |

England gewann den Münzwurf und entschied sich als Schlagmannschaft zu beginnen.

## Statistiken
Die folgenden Cricketstatistiken wurden bei dieser Tour erzielt.
| Tests           | Tests      | Tests   | Tests   | Tests   | Tests   | Tests   | Tests   | Tests   |
| Batting         | Batting    | Batting | Batting | Batting | Batting | Batting | Batting | Batting |
| Spieler         | Mannschaft | Spiele  | Innings | Runs    | Average | HS      | 100s    | 50s     |
| --------------- | ---------- | ------- | ------- | ------- | ------- | ------- | ------- | ------- |
| Arthur Morris   | Australien | 5       | 9       | 696     | 87,00   | 196     | 3       | 3       |
| Denis Compton   | England    | 5       | 10      | 562     | 62,44   | 184     | 2       | 2       |
| Donald Bradman  | Australien | 5       | 9       | 508     | 72,57   | 173*    | 2       | 1       |
| Cyril Washbrook | England    | 4       | 8       | 356     | 50,85   | 143     | 1       | 2       |
| Leonard Hutton  | England    | 4       | 8       | 342     | 42,75   | 81      | 0       | 4       |
| Bowling         |            |         |         |         |         |         |         |         |
| Spieler         | Mannschaft | Spiele  | Overs   | Wickets | Average | BBI     | 5W      | 10W     |
| Ray Lindwall    | Australien | 5       | 222.5   | 27      | 19,62   | 6/20    | 2       | 0       |
| Bill Johnston   | Australien | 5       | 309.2   | 27      | 23,33   | 5/36    | 1       | 0       |
| Alec Badser     | England    | 5       | 274.3   | 18      | 38,22   | 4/81    | 0       | 0       |
| Keith Miller    | Australien | 5       | 138.1   | 13      | 23,15   | 4/125   | 0       | 0       |
| Ernie Toshack   | Australien | 4       | 173.1   | 11      | 33,09   | 5/40    | 1       | 0       |